# Landschaftsschutzpark
Ein Landschaftsschutzpark  ist eine Kategorie für Natur- und Landschaftsschutzgebiete in
- Polen (Park krajobrazowy)
- der Slowakei (Chránená krajinná oblasť (CHKO))
- Slowenien (Krajinski park)[1]
- Tschechien (Chráněná krajinná oblast (CHKO), wörtlich: „Geschützter Landschaftsbereich“)
- Ungarn (Tájvédelmi körzet).

Ein Landschaftsschutzpark wird wegen naturkundlicher, geschichtlicher und kultureller Werte nachhaltig bewirtschaftet und geschützt.